# رونالد دونكان
رونالد دونكان (بالإنجليزية: Ronald Duncan)‏ هو متزحلق جبال الألب بريطاني، ولد في 4 سبتمبر 1962.

## وصلات خارجية
- الموقع الرسمي
- رونالد دونكان على موقع الاتحاد الدولي للتزلج (التزلج على المنحدرات الثلجية) (الإنجليزية)
- رونالد دونكان على موقع أوليمبيديا (الإنجليزية)